# Stocker (videogioco)
Stocker è un videogioco arcade di guida automobilistica pubblicato nel 1984 dalla Bally Sente, una divisione della Bally Midway. Nel 1988 la filiale statunitense della Capcom pubblicò conversioni per i computer Commodore 64 e MS-DOS. Il titolo si riferisce al fatto che si pilota una stock car, auto da corsa simili alle normali vetture da strada.

## Modalità di gioco
Il gioco ha visuale dall'alto e si svolge su una serie di schermate fisse senza scorrimento; quando si raggiunge il bordo dello schermo si passa a una nuova schermata. Complessivamente si affronta un percorso su strade pubbliche attraverso il sud degli Stati Uniti d'America, dalla Florida alla California. Ogni schermata contiene un tratto di strada tortuosa che passa tra la campagna e le case, con sfondo a clima temperato, desertico o innevato a seconda del luogo geografico.
L'accelerazione dell'auto è automatica e si avanza continuamente. Ci sono due marce che determinano la velocità massima. Nella versione arcade, a cabinato verticale, si dispone di volante per lo sterzo e di una leva del cambio. Su Commodore 64 il joystick va spinto nella direzione effettiva in cui si vuole che vada l'auto, che sterza automaticamente di conseguenza, mentre il pulsante passa da una marcia all'altra. La versione DOS con tastiera (non verificato con joystick) usa invece il più comune sistema di sterzo a due tasti che ruotano in senso orario e antiorario.
La corsa è contro il tempo, in quanto il carburante si consuma con un tasso costante e se lo si esaurisce la partita termina. Per riuscire ad arrivare alla fine è necessario passare in alcune stazioni di rifornimento distribuite lungo il percorso. È possibile andare fuori strada e attraversare il terreno senza danni, ma si ottiene meno punteggio e l'auto viaggia più lentamente.
Sulle strade si devono evitare automobili, moto e camion, che normalmente viaggiano nello stesso senso del giocatore; in caso di scontro si perde soltanto tempo e si può subito ripartire. Tuttavia se ci si scontra con un'auto della polizia si viene multati (nelle versioni per computer appare anche un'immagine del poliziotto che chiede ironicamente "where's the fire?", "dov'è l'incendio?"), subendo una penalità di punteggio, e con un eccesso di multe si perde la partita.
In alcune schermate ci sono incroci con deviazioni opzionali contrassegnate da un "?", che possono rivelarsi scorciatoie convenienti oppure no; a volte nelle deviazioni ci si ritrova anche ad andare contromano rispetto al traffico.